# Горгона Медуза
Горго́на Меду́за (через лат. Medūsa) или Ме́дуса (др.-греч. Μέδουσα — «защитница, повелительница») — наиболее известная из трёх сестёр горгон, чудовище с женским лицом и змеями вместо волос. Взгляд на её лицо обращал человека в камень. Была убита Персеем. Упомянута в «Одиссее» (XI 634).
Своё имя морская медуза получила из-за сходства с шевелящимися волосами-змеями легендарной горгоны Медузы из греческой мифологии.

## Миф

### Происхождение Медузы
Младшая дочь морского старца Форкия и Кето (по другой версии, дочь Горгона и Кето). Единственная смертная из горгон.
По поздней версии мифа, изложенной Овидием в «Метаморфозах», Медуза была прекрасной девушкой с красивыми волосами. Бог Посейдон, превратившись в птицу, изнасиловал Медузу в храме богини Афины, куда Медуза бросилась в поисках защиты от преследования Посейдона. Боги разгневались на Медузу за осквернение храма и приказали Афине наказать её. Афина превратила её волосы в змей и сделала её лицо настолько ужасным, что только один взгляд на неё превращал смотрящего в камень.

### Смерть Медузы

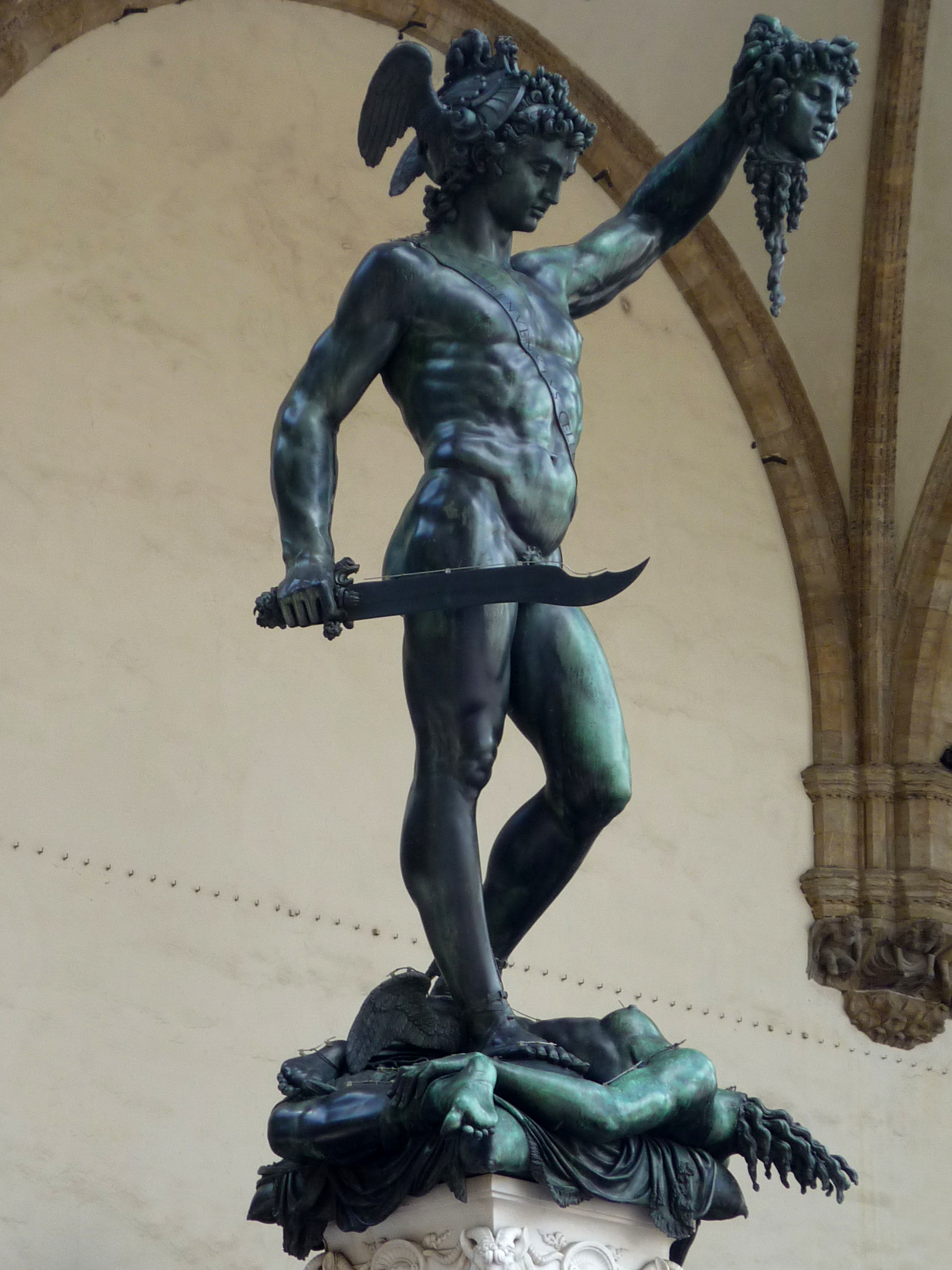
«Персей» с головой горгоны; статуя Бенвенуто Челлини

Одним из заданий, данных Персею царём Полидектом, было убийство горгоны Медузы. Справиться с чудовищем герою помогли боги — Афина и Гермес. По их совету перед тем, как отправиться в бой, он посетил вещих старух — сестёр Грай (которые были также Форкидами, сёстрами горгон), имевших на троих один глаз и один зуб. Хитростью Персей похитил у них зуб и глаз, а вернул лишь в обмен на крылатые сандалии, волшебный мешок и шапку-невидимку Аида. Грайи показали Персею путь к горгонам. Гермес подарил ему острый кривой нож. Вооружившись этим подарком, Персей прибыл к горгонам. Поднявшись в воздух на крылатых сандалиях, он смог отрубить голову смертной Медузе, одной из трёх сестёр горгон, смотря в отражение на полированном медном щите Афины — ведь непосредственный, прямой взгляд на лицо Медузы обращал всё живое в камень. От сестёр Медузы Персей скрылся с помощью шапки-невидимки, спрятав трофей в заплечную сумку.

(И повествует Персей, как) скалы,
Скрытые, смело пройдя с их страшным лесом трескучим,
К дому Горгон подступил; как видел везде на равнине
И на дорогах — людей и животных подобья, тех самых,
Что обратились в кремень, едва увидали Медузу;
Как он, однако, в щите, что на левой руке, отражённым
Медью впервые узрел ужасающий образ Медузы;
Тяжким как пользуясь сном, и её и гадюк охватившим,
Голову с шеи сорвал; и ещё — как Пегас быстрокрылый
С братом его родились из пролитой матерью крови.
(Овидий. «Метаморфозы», IV, 775—790).

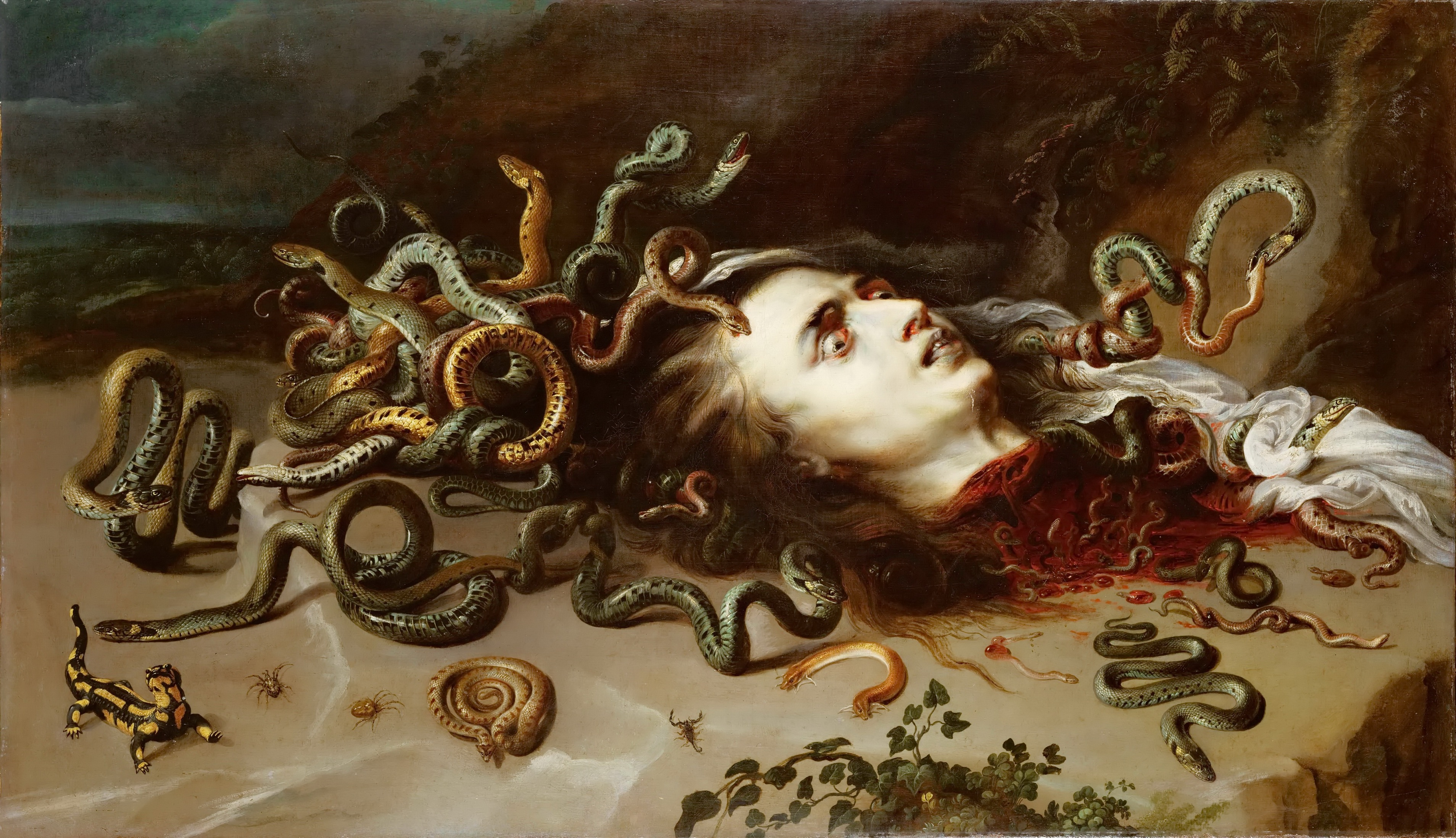
«Голова Медузы», Рубенс (1618)

Во время этого поединка Медуза была беременна от Посейдона. Из обезглавленного тела Медузы с потоком крови вышли её дети от Посейдона — великан Хрисаор (отец трёхтелого Гериона) и крылатый конь Пегас. Из капель крови, упавшей в пески Ливии, появились ядовитые змеи и уничтожили в ней всё живое (по Лукану, это были т. н. Ливийские змеи: аспид, амфисбена, аммодит и василиск). Локальная легенда гласит, что из потока крови, пролившегося в океан, появились кораллы.
Афина дала Асклепию кровь, вытекшую из жил горгоны Медузы. Кровь, которая текла из левой части, несла смерть, а из правой — использовалась Асклепием для спасения людей.
По другой версии, Медуза рождена Геей и убита Афиной во время гигантомахии. Согласно Евгемеру, её убила Афина. В подражание жалам Горгоны Афина изобрела двойной авлос.

### Голова Медузы

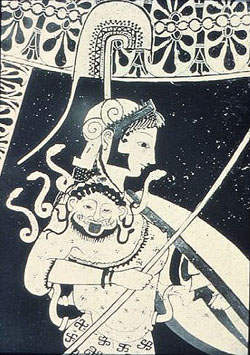
Роспись амфоры мастера Андокида с изображением добычи Золотого руна Ясоном. Фрагмент с изображением Афины Паллады в эгиде, украшенной головой горгоны Медузы

Даже при взгляде на отрубленную голову (лицо) горгоны живые существа превращались в камень. Персей воспользовался головой Медузы в бою с Кето (Кито) — драконоподобным морским чудовищем (и матерью горгон), которое было послано Посейдоном опустошать Эфиопию. Показав лик Медузы Кето, Персей превратил её в камень и спас Андромеду, царскую дочь, которую предназначили в жертву Кето. Перед этим он превратил в камень титана Атланта, поддерживающего небесный свод неподалёку от острова горгон, и тот превратился в гору Атлас в современном Марокко.
Позднее Персей таким же образом обратил в камень царя Полидекта и его прислужников, преследовавших Данаю, мать Персея. Затем голова Медузы была помещена на эгиду Афины («на грудь Афины») — в искусстве эту голову было принято изображать на доспехах на плече богини или под ключицами на её груди.
По Павсанию, её голова лежит в земляном холме около площади Аргоса. Циклопы изготовили голову Медузы из мрамора и установили у храма Кефиса в Аргосе.

### Толкование
Согласно античному рационалистическому истолкованию, она была дочерью царя Форка и царствовала над народом у озера Тритониды. Форк обидел Афину и повел в бой ливийцев с озера Тритон, из-за чего пришедший с армией из Аргоса Персей с помощью Афины умертвил эту Медузу ночью — отрезал ей голову и похоронил её под холмом на рыночной площади Аргоса. Этот холм был расположен рядом с могилой дочери Персея Горгофоной. Грейвс считает, что это свидетельствует о захвате Ливии аргивянами, искоренении в ней матриархальной системы и разглашении мистерий богини Нейт.
Карфагенский писатель Прокл называет её дикой женщиной из Ливийской пустыни. По другому истолкованию, ещё более простому, Медуза, была гетерой, влюбилась в Персея и истратила свою молодость и состояние.
Животное горгона из Ливии описал Александр Миндский.
Роберт Грейвс пишет: «Дж. Харрисон указывала („Введение в изучение греческой религии“, гл. V), что Медуза некогда сама была богиней и прятала лицо за устрашающей маской Горгоны, этой отвратительной личины, которая должна была удержать непосвященного от проникновения в её таинства. Персей обезглавливает Медузу, и это означает, что эллины подчинили себе основные святилища этой богини, лишили её жриц масок Горгоны и овладели священными конями, в Беотии было найдено древнее изображение богини с головой Горгоны и туловищем кобылицы. Двойник Персея Беллерофонт убивает ликийскую Химеру, символизируя тем самым отказ эллинов от календаря Медузы и замену его другим календарем (…) Горгоны олицетворяли женскую божественную триаду и носили отпугивающие маски — хмурое лицо с горящими глазами и высунутым между оскаленных зубов языком, — чтобы посторонние случайно не увидели мистерий, посвященных триаде. Для героев Гомера существовала только одна Горгона, чья тень обитала в Аиде („Одиссея“ XІ.633—635), а голова, так напугавшая Одиссея („Одиссея“ XІ.634), оказалась на эгиде Афины для того, чтобы не позволить любопытным проникнуть в тайны скрытых за ней божественных мистерий. Греческие пекари рисовали маски Горгоны на своих печах, чтобы никто лишний раз не открывал дверцу печи и ненароком не испортил хлеб сквозняком.».
Миф о Тайной Змее Медузы
Говорят, среди забытых свитков Александрийской библиотеки был один, столь древний и жуткий, что его не осмелился перечитать даже Гермипп, известный копатель мифов. В нём рассказывалось, что после проклятия Афины, тело Медузы было преображено не только внешне, но и в самом основании её женственности.
Змеи, извивавшиеся в её волосах, были лишь видимой частью проклятия. Настоящее проклятие жило ниже — в том месте, где тайна и страх сливались воедино. Там обитала Единственная Змея, по имени Красида, что была хранительницей запретной женской силы Медузы. Она была тише и коварнее прочих — не шипела, не жаловала свет, но могла шептать слова, способные заставить любого мужчину… окаменеть раньше времени.
Согласно преданию, один незадачливый герой, не обладая зеркалом, решил пойти другим путём: подкрался к Горгоне снизу. Он считал себя хитрецом и знал анатомию… Но не знал о Красиде.
Остальное, как говорят, история… И несколько каменных статуй в форме весьма смущённых воинов на южной стороне храма Афины.

## Античные источники
- Упоминания у Гомера.
- Гесиод: в поэмах «Теогония» и «Щит Геракла» упоминаются две из пяти сестёр Медузы — Сфено и Эвриала, а также описывается её смерть от руки Персея.
- Эсхил: в «Прикованном Прометее» говорит о сёстрах Медузы. В его трагедиях образ Медузы олицетворяет отвратительность зла и безжалостность человека.
- Пиндар: в «Двенадцатой пифийской оде» о происхождении флейты говорит, что инструмент был создан Афиной, впечатлённой криками сестёр Медузы в день её смерти. Описывает красоту и привлекательность Медузы, вдохновлявшие поэтов-романтиков на протяжении многих столетий. От него же исходят сведения о том, что жертвы горгоны Медузы обращаются в камень от её взгляда. Сообщает о «розовощёкой Медузе»[22].
- Еврипид: в «Ионе» героиня Креуса описывает два небольших амулета, доставшихся ей от отца Эрихтония, который, в свою очередь, получил их от Афины. Каждый из амулетов содержит каплю крови Медузы. Одна из капель — благотворная, обладающая целительными свойствами, другая — яд из змеиного тела. Здесь, как и у Пиндара, Медуза — существо двойственное[23].
- Овидий: «Метаморфозы», 4-я и 5-я книги. Самое полное оформление легенды.

## В искусстве
Изображалась в виде женщины со змеями вместо волос и с кабаньими клыками. В эллинских изображениях иногда встречается прекрасная умирающая девушка-горгона.
Отдельная иконография — изображений отрубленной головы Медузы, либо в руках у Персея, либо на щите или эгиде Афины и Зевса. На прочих щитах превращалась в декоративный мотив — горгонейон.
В скифском искусстве — заклинательная чаша-омфалос IV века до н. э. из Куль-Обы (Керчь) с 24 головами.

### Верования и амулеты

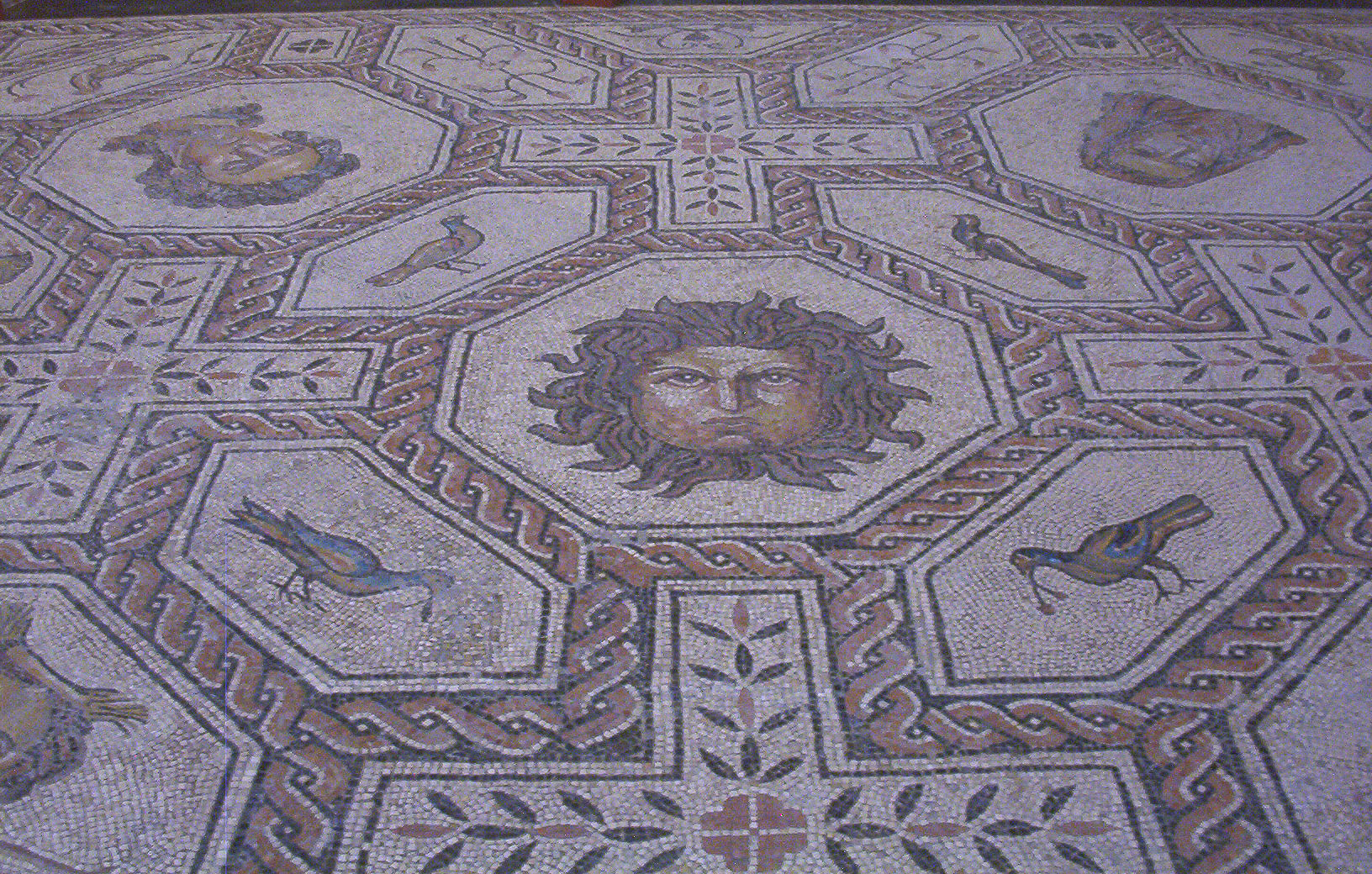
Древнеримская напольная мозаика с изображением горгонейона при входе в дом. Национальный археологический музей, Мадрид

Горгонейон — маска-талисман с изображением головы Медузы, которую изображали на одежде, предметах обихода, оружии, инструментах, украшениях, монетах и фасадах зданий. Традиция встречается и в Древней Руси.

### В русской средневековой культуре
В славянских средневековых книжных легендах она превратилась в деву с волосами в виде змей — девицу Горгонию. Волхв, которому удаётся с помощью обмана обезглавить Горгонию и овладеть её головой, получает чудесное средство, дающее ему победу над любыми врагами. Также в славянских апокрифах — «зверь Горгоний», охраняющий рай от людей после грехопадения. В романе «Александрия» головой овладевает Александр Македонский.

### Голова горгоны Медузы как эмблема

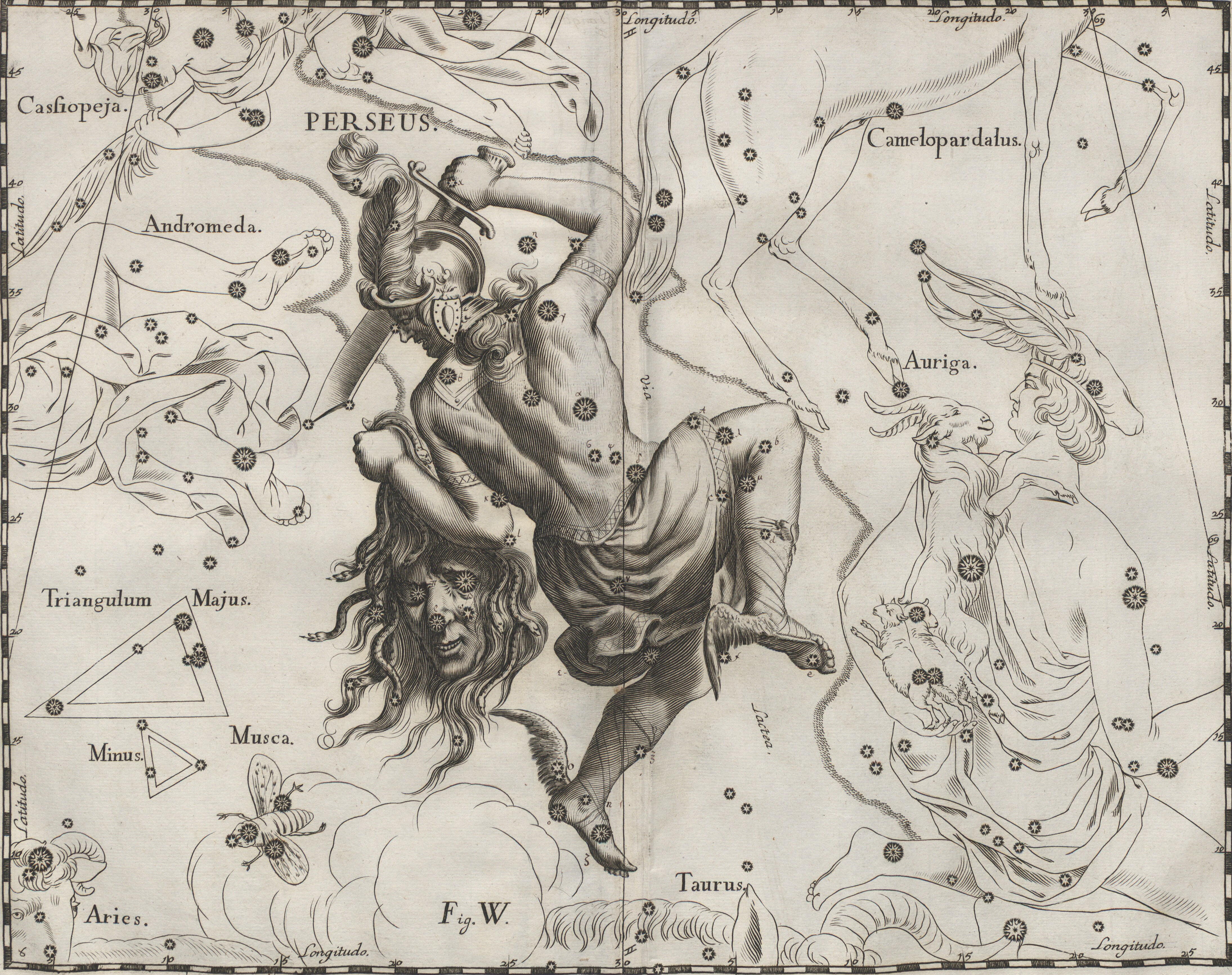
Изображение созвездия Персея в атласе Гевелия

- В средневековых книжных легендах владение головой горгоны приписывалось Александру Македонскому, чем объяснялись его победы над всеми народами[24]. В знаменитой помпейской мозаике доспех царя украшен на груди изображением головы горгоны.
- Остров Сицилия традиционно считается местом, где жили горгоны и была убита Медуза. Её изображение до сих пор украшает флаг этого региона[25].
- На старинных картах звёздного неба Персей традиционно изображается держащим в руке голову Медузы; её глаз — переменная звезда Алголь (бета Персея).
- Голова Медузы в период классицизма и ампира, воскресившего античные мотивы, в том числе и этот — горгонейон, стала традиционным декоративным элементом, сопутствующим военной арматуре в украшении зданий и оград. К примеру, она является очень часто встречающимся мотивом в чугунном и кованном декоре Санкт-Петербурга[26], красуясь, в частности, на ограде 1-го Инженерного моста и решетке Летнего сада.
- Медуза Ронданини стала эмблемой дома Версаче.

### В западноевропейской живописи и скульптуре
Копией несохранившейся картины Леонардо да Винчи с изображением головы Медузы (описанной Вазари) принято считать работу Караваджо. На эту тему писали также Рубенс, Бёклин и другие.

### В западноевропейской литературе
- В IX песне «Божественной комедии» перед Данте предстают три фурии; беснуясь и визжа, они призывают присутствующую там Медузу превратить его сердце в камень.
- В «Фаусте» Гёте горгона Медуза бродит по шабашу, приняв образ Гретхен (Маргариты), чем смущает доктора Фауста[27].

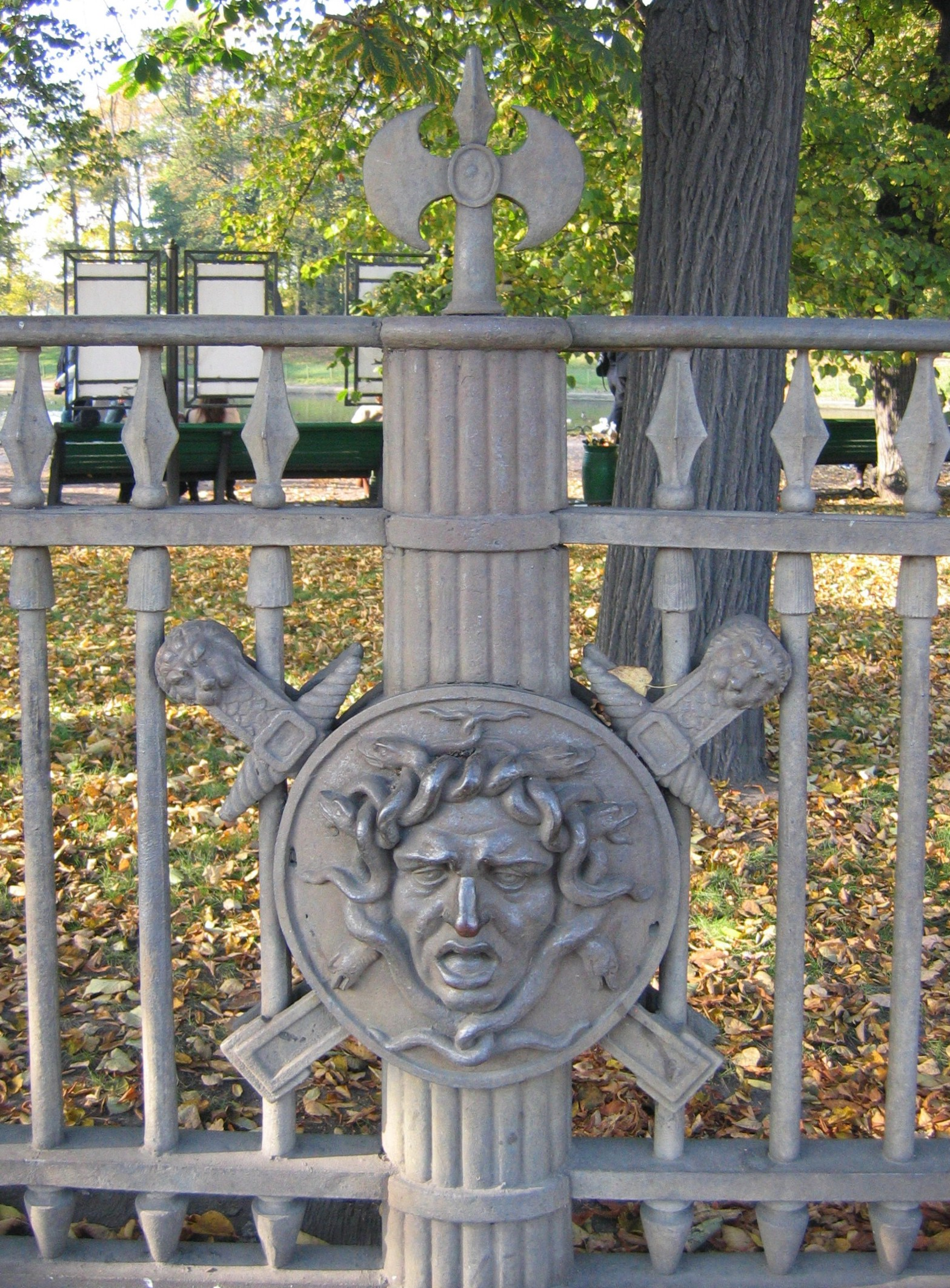
Ограда Летнего сада

### В культуре
- Das Medusenhaupt — работа Зигмунда Фрейда, анализ мифа с точки зрения психоанализа.
- Горгона Медуза является знаковым символом для современных феминисток. В частности, они возражают против использования образа невинно убиенной героической женщины в качестве логотипа модного дома Версаче[28][29].
- Медуза упомянута в девятой песне кантики «Ад» «Божественной комедии», где эринии угрожают с её помощью обратить Данте в камень. Вергилий прикрывает рассказчику глаза руками, чтобы тот не увидел смертоносный лик горгоны, а затем на помощь героям приходит ангел.
- В честь горгоны Медузы назван астероид (149) Медуза, открытый в 1875 году.
- В репертуаре группы КняZZ есть песня «Горгона», повествующая о любви смертного к заглавному существу в современном мире.
- Истории Медузы посвящена песня Stare из одноимённого альбома группы Gorky Park.
- В современной литературе горгона Медуза представлена в книжной серии «Таня Гроттер» в роли Медузии Горгоновой — доцента, заместителя главы Тибидохса, преподавателя нежитеведения.

## В кино, мультипликации и играх
Перси Джексон и похититель молний
Также эта получеловек-полузмея, на голове у которой вместо волос извивающиеся змеи, встречается в фильме «Перси Джексон и похититель молний» (2010), роль исполнила актриса Ума Турман.
Битва титанов
Злобное существо, наполовину человек — наполовину змея, у которой на голове вместо волос кишат змеи, появляется в фильме «Битва титанов» (2010), роль играла топ-модель Наталья Водянова.
Персей
В советском мультфильме 1973 года Горгона предстаёт обольстительной крылатой нимфой с огромными сверкающими и непрерывно меняющимися глазами, коллекционирующей у себя на острове каменные памятники своим жертвам.
Доктор Кто
В британском научно-фантастическом сериале Доктор Кто горгона Медуза появилась как вымышленное создание, ожившее в Земле Фантастики. Её появление произошло во 2-й серии 6-го сезона «Вор разума» (1969), где её сыграла Сью Палфорд.
Путешествие «Единорога»
В этом американском фэнтези горгона Медуза является одним из главных героев. Представлена в виде красивой девушки со змеями в виде волос и способностью превращать врагов в камень. Изначально являлась антагонистом, но позже переходит на положительную сторону. Роль исполнила Кира Клавелл.

Fate/stay night
В визуальном романе Fate/stay night Медуза участвует как Слуга класса Райдер («Всадник»). Её образ немного отличается от оригинального тем, что у неё нет волос-змей, но её способность обращать всё живое в камень своим взглядом оказывается реальной. В бою способна призывать белого пегаса по имени Беллерофонт в качестве верхового животного.